# Nam Wan
Nam Wan (kinesiska: 南灣, 南湾) är en vik i Hongkong (Kina). Den ligger i den centrala delen av Hongkong.